# Peder Mikaelsson Hammarskjöld
Peder Mikaelsson Hammarskjöld, född cirka 1560 på Öland, död 12 april 1646, var en svensk militär som var stamfader för den svenska adelsätten nr 135, Hammarskjöld.

## Biografi
Peder Mikaelsson föddes troligen 1560 på Öland, möjligen son till slottsfogden på Kalmar slott och slutligen ståthållaren på Läckö och Dalsland.. Han blev upptagen bland Smålands ryttare från 1579 och stred för kung Sigismund vid slaget vid Stångebro 1598. Där blev han tillfångatagen av hertig Karl (senare Karl IX) och dömdes till döden i Stockholm 1600. Han blev dock benådad och övergick i Karl IX:s tjänst. 
1606 blev han ryttmästare. Några år senare, 1611, blev han överste och ståthållare på Borgholms slott på Öland 1611 och på Kalmar slott 1621. Den 8 april 1607 fick han som förläning bland andra gårdarna Misterhult, Virbo, Fårbo och Tuna i Kalmar län mot att ställa upp fem fullrustade karlar till rikets försvar. Tuna är än idag, över 400 år senare, kvar inom släkten Hammarskjöld som sätesgård.
Han adlades den 6 juli 1610 under namnet Hammarskiöld. 
Han utnämndes 1611 till ståthållare på Borgholms slott och överbefälhavare på Öland samt lyckades två gånger omintetgöra danskarnas försök att bemäktiga sig ön (februari 1612), men måste i juni 1612, sedan fienden nedskjutit befästningarna, ge upp slottet och ön.
Omkring 1612 gifte han sig med Kristina Stierna (1590–1652), dotter till ryttmästaren Peder Månsson Stierna i Höreda, Kärda socken, och Karin Knutsdotter (Hand).
1621 blev Hammarskiöld kommendant på Kalmar slott, 1622 överste över Borgholm och Öland, lämnade samma år sistnämnda befattning, men återfick en kort tid 1627 samma befattning. Han dog 12 april 1646.